# Charis cadytis
Charis cadytis är en fjärilsart som beskrevs av William Chapman Hewitson 1866. Charis cadytis ingår i släktet Charis och familjen Riodinidae. Inga underarter finns listade i Catalogue of Life.

## Bildgalleri

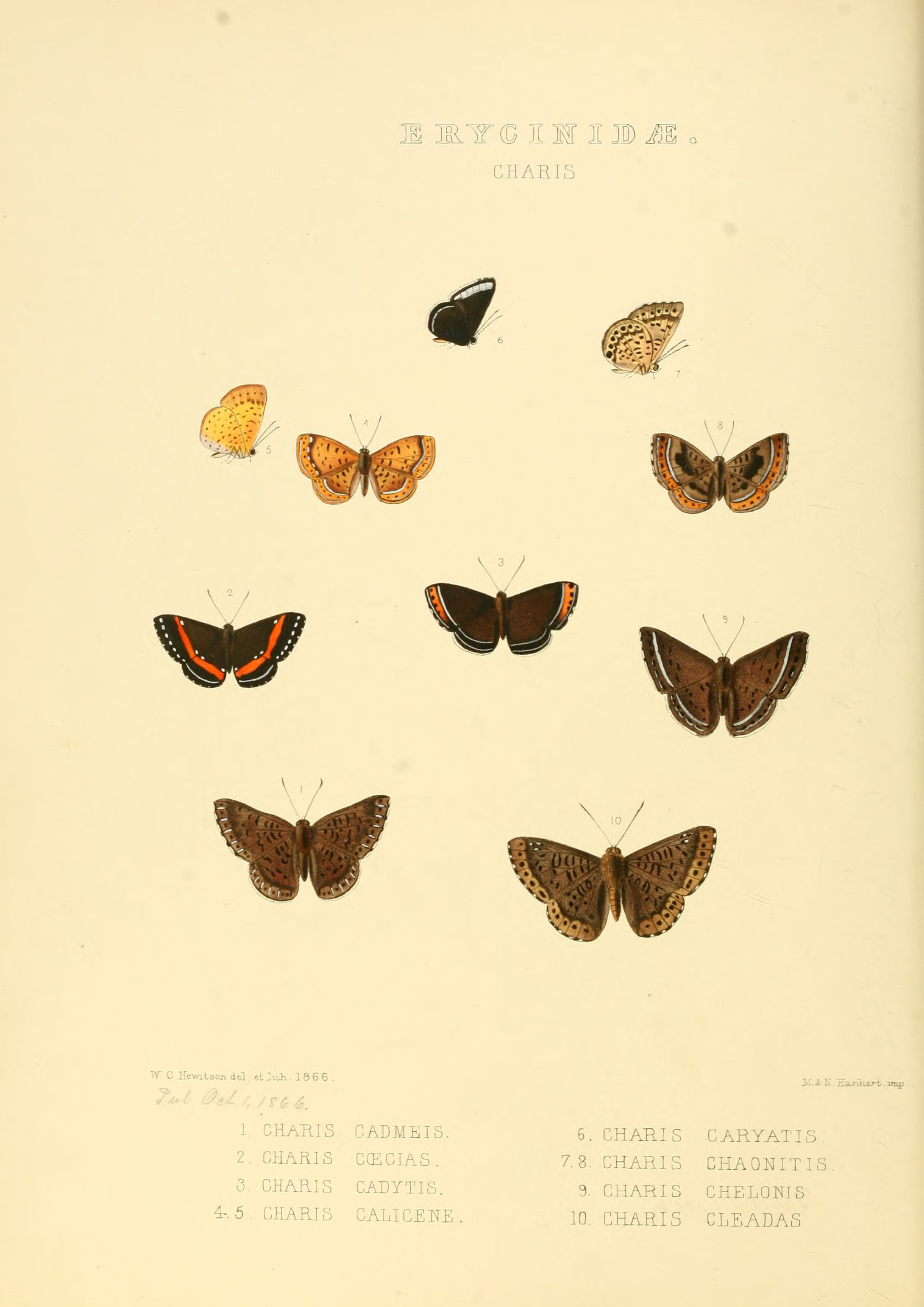